# Animals (film 2019)
Animals è un film del 2019 diretto da Sophie Hyde, tratto dall'omonimo romanzo del 2014 di Emma Jane Unsworth.

## Trama
La co-dipendenza di Laura e Tyler, due amiche di Dublino che passano le giornate a ubriacarsi e andare alle feste, viene messa a dura prova quando la prima si innamora di un astemio ed è costretta a rivedere il proprio stile di vita.

## Distribuzione
Il film è stato presentato in anteprima al Sundance Film Festival 2019 il 28 gennaio. È stato distribuito nelle sale cinematografiche britanniche a partire dal 2 agosto 2019 e in quelle australiane a partire dal 12 settembre dello stesso anno.

## Riconoscimenti
- 2019 - British Independent Film Awards[4][5]
  - Miglior sceneggiatura di debutto ad Emma Jane Unsworth
  - Candidatura per la miglior attrice a Holliday Grainger